# Вступ Австрії до Європейського Союзу
Вступ Австрії до Європейського Союзу (нім. Beitrittsverhandlungen der Österreichs mit der Europäischen Union) — процес, який дозволив Австрії приєднатися до Європейського Союзу 1 січня 1995 року. Таким чином, Європейський Союз був розширений до 15 держав.

## Історія
Процес інтеграції Австрійської Республіки до європейських структур був досить складним і тривалим. Основним чинником, який заважав Австрії приєднатись протягом довгого часу до європейських інтеграційних процесів, був її нейтралітет. Але саме набуття нейтрального статусу стало вирішальним фактором для надання Австрії незалежності «великими державами». Найбільше значення в австрійській історії відіграли руйнація соціалістичного табору та трансформація нейтралітету, що дозволило Австрійській Республіці приєднатись до Європейського Союзу.
Ідея приєднання австрійців до інтеграційних процесів у Європі з’явилась на початку ХХ ст. Одним з перших був німецький проєкт Серединної Європи (Mitteleuropa) Ф. Наумана ще в часи Першої світової війни, але там Австро-Угорська імперія мала виступати у статусі периферії.
У міжвоєнний період новостворена Перша Австрійська республіка переживала тяжкий період пошуку власної ідентичності. Після Другої світової війни Австрія, як колишня територія Третього Рейху, була розділена на 4 зони окупації між США, СРСР, Великою Британією та Францією
З початку 80-х років в Австрії посилюється європоцентризм, а вже в 1989 році вона надсилає заявку в Брюссель, але з єдиним уточненням стосовно її нейтрального статусу. Радянський Союз формально був проти приєднання Австрійської Республіки до Європейської Асоціації Вільної Торгівлі (ЕАВТ), а тому був врахований той факт, що ставши частиною Європейських співтовариств Австрія буде «здійснювати державні правові зобов’язання, що витікають з її статусу постійної нейтральної держави, і продовжувати свою політику нейтралітету в якості специфічного вкладу в підтримання миру і безпеки в Європі».
Протягом довгого часу австрійське приєднання до Європейського Співтовариства було найважливішим питанням для місцевих політиків. Велике значення мала чітка позиція соціал-демократів: під керівництвом Франца Враніцького та Петера Янковіча вдалося поступово забезпечити проєвропейську позицію всередині Соціал-демократичної партії. Йорг Хайдер, губернатор Каринтії з 1989 року, в цей час теж підтримав вступ Австрії до ЄАВТ. Андреас Вогенхабер був трохи не єдиним в парламенті яскраво вираженим опонентом європейського шляху. Австрійська народна партія змогла міцно закріпити за собою статус австрійської «Європейської партії». 
Не було бажання приймати Австрію до ЄАВТ і в самій Західній Європі: Франції було досить тяжко уявити об’єднання Німеччини, а тому і щодо вступу Австрії не було однозначної позиції. Але після тривалих переговорів з Францом Франіцьким президент Франції Франсуа Міттеран погодився з тим, що «третя німецька нація» заслуговує на приєднання до Європейського Співтовариства. Але колишній міністр фінансів Міттерана, а пізніше президент Європейської Комісії, Жак Делор скептично сприймав розширення ЄС протягом 90-х років. Більшої уваги він приділяв створенню єдиної європейської економічної та монетарної системи, а тому прагнув заснувати Європейську економічну зону (ЄЕЗ).
Австрія була одним із засновників Європейської асоціації вільної торгівлі (EFTA), заснованої Стокгольмською конвенцією, яка набула чинності 3 травня 1960 року. Перші тісніші економічні зв’язки з Європейським економічним співтовариством (ЄЕС) були встановлені в 1973 році і розвивалися до створення Європейської економічної зони (ЄЕЗ) у 1994 році, дедалі більше інтегруючи ЄАВТ у політику Європейського Союзу.
У 1989 році план створення ЄЕЗ, представлений тодішнім президентом Європейської комісії Жаком Делором, передбачав тісний зв'язок між ЄАВТ і ЄЕС з питань, що виходять за межі торгово-економічних аспектів. До моменту укладення договору в Порту, 1992 року 2 травня 1992 року Австрія вже поставила собі за мету приєднатися до Європейських Співтовариств. Заявка Австрії на членство була подана 7 липня 1989 року, Рада ЄС погоджується розпочати процес вступу 28 липня 1989 року і почала офіційні переговори 1 лютого 1993 року.
Переговори були завершені 12 квітня 1994 р., і після прийняття федерального конституційного закону обома палатами австрійського парламенту, членство австрійських громадян було надано на референдумі; його схвалили 66,58%, що дозволило Австрії підписати Корфуський договір 24 червня 1994 року та приєднатися до ЄС 1 січня 1995 року з Фінляндією та Швецією.
Велике значення для австрійської інтеграції має переформатування умов участі в Європейські Спільноті, завдяки чому стало можливим приєднання нейтальних та позаблокових держав, в тому числі і Австрії. У сучасній архітектурі європейської безпеки статус нейтралітету чи позаблоковості не суперечить повномасштабній участі європейських нейтральних і позаблокових країн в економічних союзах (ЄС), в системі загальноєвропейської безпеки (ОБСЄ). Але цей статус є несумісним з членством в НАТО через принцип колективної оборони, проте співробітництво з Альянсом є можливим у військово-технічній сфері.